# Пак Пон Джу
Пак Пон Джу (кор. 박봉주, 朴奉珠, Bak Bong-ju, Pak Pongju; нар. 10 квітня 1939) — північнокорейський політик і партійний діяч, двічі очолював уряд КНДР.

## Кар'єра
Вивчав машинобудування у Токчхонському технологічному університеті. Вже 1962 року він очолив одне з підприємств Північної Кореї. У жовтні 1980 року був обраний кандидатом до ЦК ТПК. 1998 очолив міністерство хімічної промисловості.
Восени 2003 року став головою уряду КНДР, мав особливу довіру Кім Чен Іра. Навесні 2007 був обраний до лав Верховних народних зборів та очолив їх. Будучи головою парламенту, відвідав КНР.
У квітні 2013 року Пак Пон Джу очолив уряд вдруге. На першій сесії Верховних народних зборів КНДР XIV скликання на початку квітня 2019 року його не переобрали й він подав у відставку.